# In the Passing Light of Day
In the Passing Light of Day è il decimo album in studio del gruppo musicale svedese Pain of Salvation, pubblicato il 13 gennaio 2017 dalla Inside Out Music.

## Tracce
Testi di Daniel Gildenlöw, musiche di Daniel Gildenlöw e Ragnar Zolberg.
1. On a Tuesday – 10:22
2. Tongue of God – 4:53
3. Meaningless – 4:47
4. Silent Gold – 3:23 (musica: Peter Kvint, Daniel Gildenlöw)
5. Full Throttle Tribe – 9:05
6. Reasons – 4:45
7. Angels of Broken Things – 6:24
8. The Taming of a Beast – 6:33
9. If This Is the End – 6:03
10. The Passing Light of Day – 15:31

CD bonus nell'edizione speciale
1. Introduction – 1:45
2. Tongue of God (Intro) – 0:48
3. Tongue of God (Demo) – 5:00
4. Meaningless (Intro) – 0:44
5. Meaningless (Demo) – 5:48
6. Silent Gold (Intro) – 0:48
7. Silent Gold (Demo) – 3:12
8. Full Throttle Tribe (Intro) – 0:49
9. Full Throttle Tribe (Demo) – 8:54
10. Reasons (Intro) – 0:52
11. Reasons (Demo) – 4:32
12. Angels of Broken Things (Intro) – 0:42
13. Angels of Broken Things (Demo) – 6:56
14. Bloopers – 2:32

## Formazione
Gruppo
- Daniel Gildenlöw – voce, chitarra, liuto, tastiera, basso, batteria e percussioni aggiuntive, fisarmonica, cetra da tavolo
- Ragnar Zolberg – chitarra, voce, tastiera aggiuntiva, fisarmonica, cetra da tavolo
- Gustaf Hielm – basso, cori
- Daniel "D2" Karlsson – pianoforte, tastiera, cori
- Léo Margarit – batteria, percussioni, cori

Altri musicisti
- Camilla Arvidsson – violino
- David Ra-Champari – violino
- Hálfdan Árnason – contrabbasso
- Anette Kumlin – oboe, corno inglese
- Peter Kvint – basso, mellotron e cori (traccia 4)

Produzione
- Daniel Bergstrand – produzione, missaggio
- Daniel Gildenlöw – coproduzione
- Ragnar Zolberg – coproduzione
- George Nerantzis – mastering